# プロダクション・タンク
有限会社プロダクション・タンクは、日本の芸能事務所。日本芸能マネージメント事業者協会・日本声優事業社協議会会員。主に俳優声優のマネージメントを行っている。

## 所属俳優・声優

### 男性
| あ行 - 逢川大樹 - 足立龍弥 - 足立りょう太 - 東正実 - 井川秀栄 - 石川孝三 - 井手均 - 伊藤初雄 - 伊藤富美也 - 猪瀬光博 - 井原幹雄 - 今村公一 - 植木圭 - 上江洲やすゆき - 魚谷としお - 浦山迅 - 及川聡 - 大須賀隼人 - 大塚誠 - 大林栄作 - 大林丈史 - 小倉輝一 - 小田純也 - 小高三良 - 小野光俊 - 尾花かんじ | か行 - カイホリショータ - 片山公輔 - 加藤四朗 - 加藤泰人 - 菊地一浩 - 北川俊忠 - 城戸光晴 - 岐部公好 - 木村史明 - 小磯龍哉 - 五王四郎 - 小金井宣夫 - 小林利也 - 小林操 さ行 - 佐々木省三 - 佐田明 - 真田五郎 - 篠原剛 - 鈴木宏昌 - 鈴木雄二 - 鈴木雅樹 - 諏訪部仁 - 関口篤 | た行 - 高桑満 - 髙橋一夫 - 竹本和正 - 建石翔太 - 田村晃大 - 玉野井直樹 - 丹下一 - 津川達也 - 土屋伊 - 椿基之 - 鶴谷嵐 - 手塚政雄 - 鳥羽明彦 - 外谷勝由 な行 - 中川逸星 - 中島智彦 - 中村清隆 - 中村章吾 | は行 - 橋本信明 - 畠山拓也 - 初月佑維 - 服部桂吾 - 八波一起 - 羽根田陽一 - 早川剛史 - 原伸五 - 原陽三 - 飛田晃治 - 平田正治 - 藤田三三三 - 古川伴睦 - 堀川誉 ま行 - 前田こうしん - 松岡誉人 - 見上裕昭 - 水谷敏行 - 宮信介 - 宮村洋平 - 守安凉 | や行 - 山口のりとも - 山本篤 - 横田エイジ - 吉富英治 わ行 - 和田緑郎 - 渡辺秀 - 渡荘太 |

### 女性
| あ行 - 浅見奈生子 - 明日香まゆ美 - 有川知江 - 安藤ゆかり - いいぐちみほ - 池谷量子 - 池本結衣 - 石浜美希 - 井上祐子 - 伊部葉子 - 今井香澄 - 上田菜都美 - 上田ゆう子 - 内田遥香 - 内山ちえ - 海本きくえ - えもりえりこ - 遠藤かおり - 大澤洋子 - 大橋芳枝 - 岡島信子 - 岡田莉佳 - 小口久仁子 - 尾花糸名子 - 恩田和恵 | か行 - 加賀山和香 - 樫本春香 - 勝倉けい子 - 葛城奈海 - 加藤まゆ美 - 兼安愛海 - 川口圭子 - 川越たまき - 河崎早春 - 菊地伸枝 - 櫛引貴子 - 窪田ちふみ - 倉橋悦子 - 栗山千栄 - 香田沙織 - 合田絢子 - 児嶋宏美 - 小夏ゆみこ - 今野ひろみ | さ行 - 斉藤薫 - ささいけい子 - 笹川あさひ - 柴田浩味 - 島津尋 - 下川江那 - 白井真木 - 白森ゆう菜 - 神道寺こしお - 鈴木久美子 - 鈴木陸 - 清野佳津美 た行 - 平ますみ - 高木愛香 - 高久律子 - 高谷智子 - 高山ゆきの - たくみさよ - 多田ありさ - 竹内ちさ子 - 田中あい - タナカサキコ - 種川遼 - 鶴田まや - 友野珠江 | な行 - 永島そら - 中村敦子 - 西美沙希 - 西村奈歩 - 二宮弘子 - 二瓶美江 - 野路ももこ - 野本早希 は行 - 畠山千佳 - 花畑ゆきこ - 羽野敦子 - 林千津子 - 林りんこ - 早水真理 - 深沢エミ - 藤沢美里 - 藤田みずき - 藤原未来 - 藤原由希美 | ま行 - 真白まゆ - 松枝裕香 - 松野方子 - 松村千絵 - 馬渕真希 - 麻鈴 - 水月優希 - 武藤美春 - 森恵子 - 森ひとみ や行 - 谷田川さほ - 弓恵子 わ行 - 若野裕子 |

## かつて所属していた主な俳優・声優

### 男性
- 足立建夫（在籍中に死去）
- 麻生潤也（現所属：希楽星）
- 巖金四郎（在籍中に死去）
- 奥津裕也（現所属：演劇ユニット狼少年主宰）
- をはり万造（ベストポジションに移籍後死去）
- 梶雅人
- 加田斎
- 金子達
- 樺沢大介（現所属：劇団だるま座）
- 川倉けいぞう
- 川島宏知（現所属：劇団レクラム舎）
- 北村大造
- 木下秀雄（退所後に死去）
- 久保田芳之（現所属：ALBA）
- 剣持直明（現所属：劇団だるま座主宰）
- 佐藤文雄（現所属：劇団銅鑼代表）
- 更井孝行（現所属：劇団仲間）
- 三遊亭円龍
- 白川周作（現所属：プロダクション・エース）
- 代田勝久
- 千田隼生（在籍中に死去）
- 大我のぼる（現所属：アクアプレイス）
- 高尾一生
- 高橋翔（現所属：オフィス薫）
- 高橋大輔（現所属：東京俳優生活協同組合）
- 高畑信之
- 高松直輝（現所属：オフィスCHK）
- 土屋研二
- 露木徳幸（フリー）
- 鳥木元博
- 中川謙二
- 中澤まさとも（現所属：東京俳優生活協同組合）
- 中村直太郎（在籍中に死去）
- 那波一寿（現所属：ハイブリッヂコミュニケーション、ライトハウス提携）
- 生井健夫（在籍中に死去）
- 成瀬労
- 西村学
- 箱田暁史（現所属：てがみ座）
- 橋本晃一（現所属：センテナリア）
- 堀越富三郎（現所属：オフィス海風）
- 鮪男
- 増山浩一
- 向井修
- 矢田有三
- 山内健嗣（現所属：ケンユウオフィス）
- 山内ツトム（現所属：ブロードウェイ・バウンズ主宰）
- 山岸快（引退、現TABプロダクションマネージャー）
- 山田昭一（現所属：劇団銅鑼代表）
- 山本勝
- 横手寿男（現所属：劇団銅鑼）
- 吉岡ふみお（フリー）
- 吉原正皓
- 若林秀俊
- 渡部将之（現所属：円盤ライダー主宰）

### 女性
- 有馬ゆみこ（現所属：大沢事務所）
- 飯島晶子（現所属：アイムエンタープライズ）
- 大平香奈（現所属：ヘリンボーン）
- 神田奈美
- 菊地佐玖子（現所属：劇団銅鑼）
- 倉本恵理（現所属：RME）
- くわばらあきら（現所属：ケンユウオフィス）
- 佐藤まゆみ
- 中世明日香（フリー）
- 西崎果音
- 野田貴子（フリー）
- 比佐廉（現所属：ウィーズカンパニー）
- 藤あけみ
- 藤家さっこ（現所属：SMD）
- 吉田小南美（現所属：キャトルステラ）